# Oncidium auricula
Oncidium auricula là một loài phong lan đặc hữu của đông nam Brasil.

## Hình ảnh

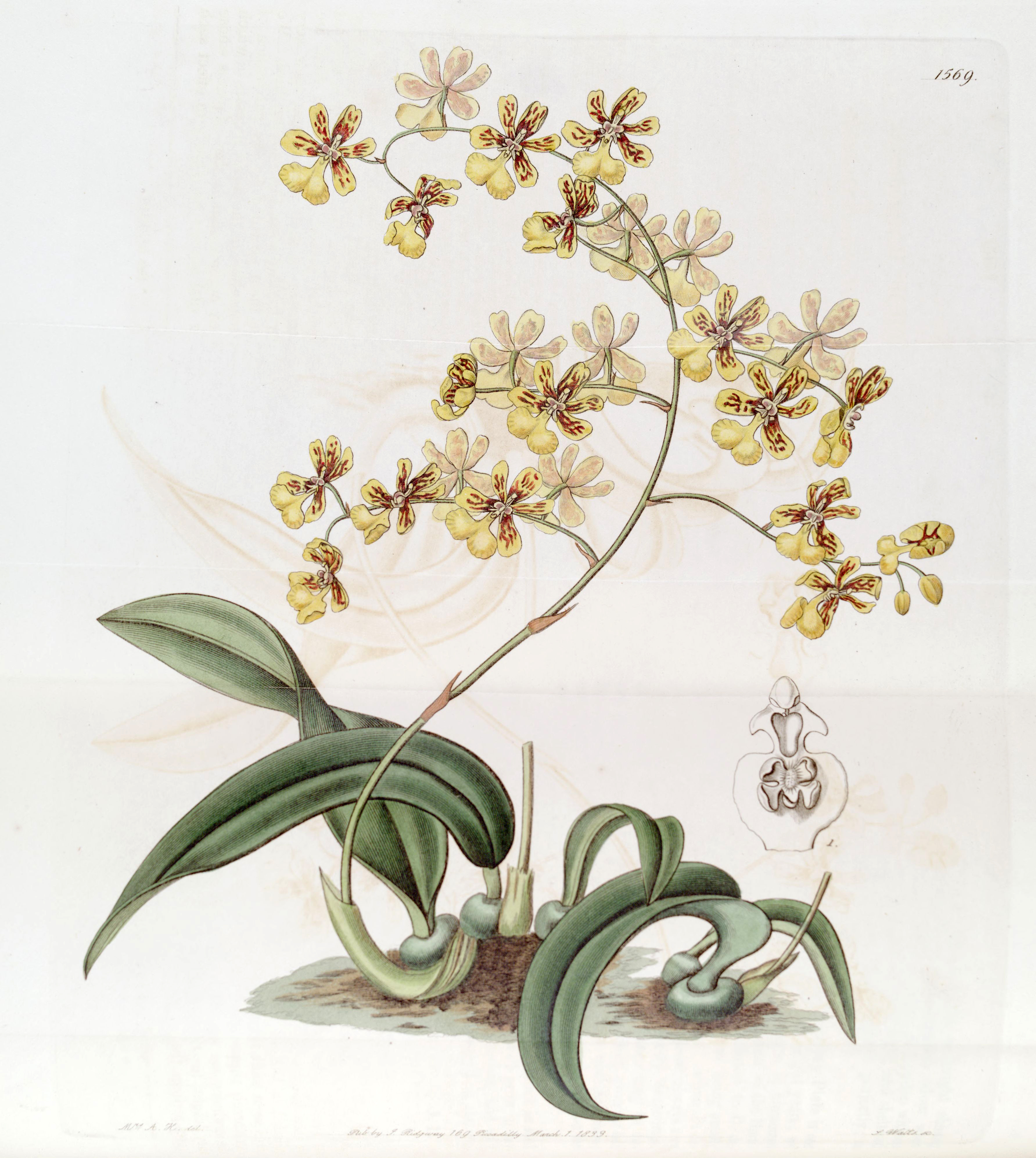
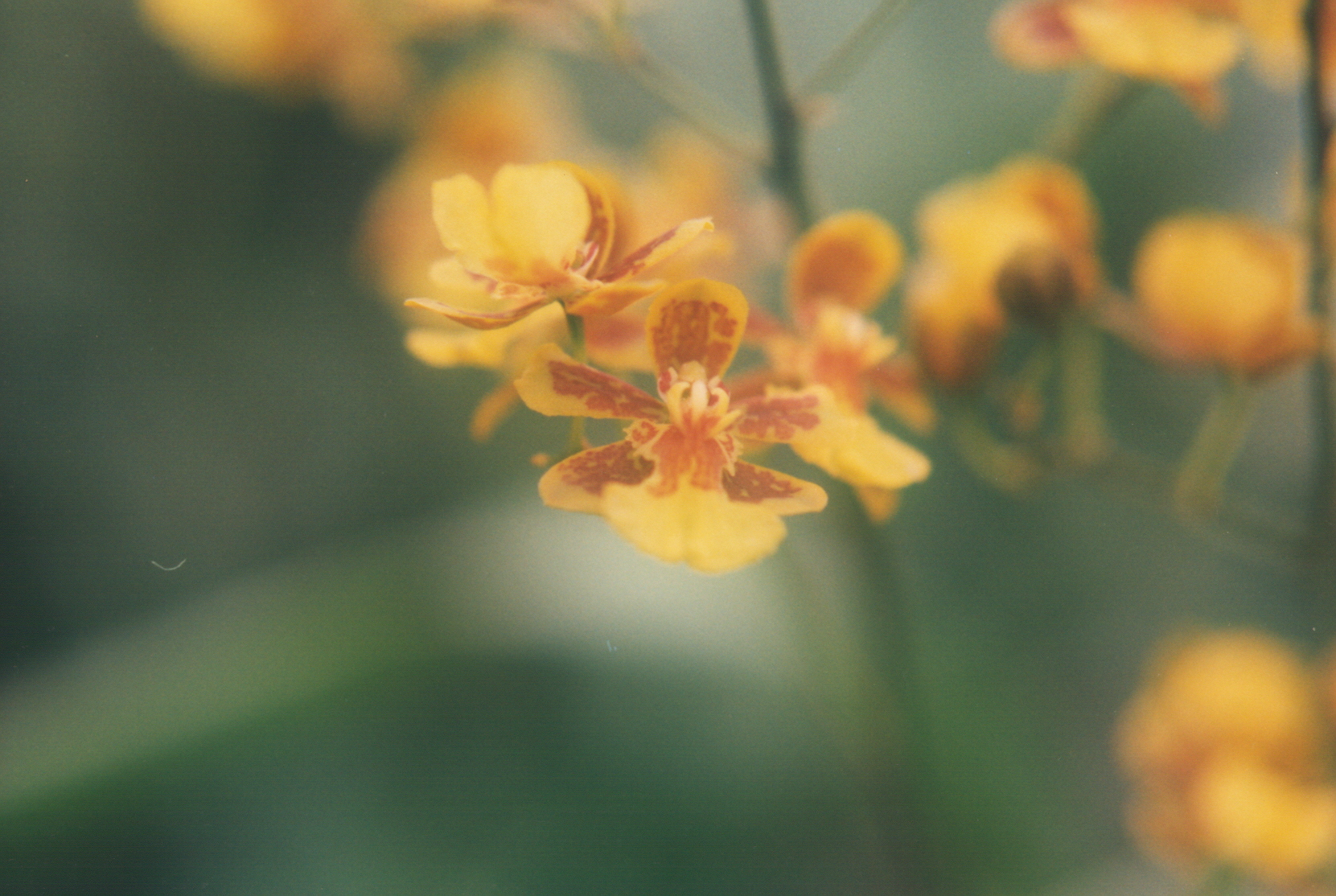
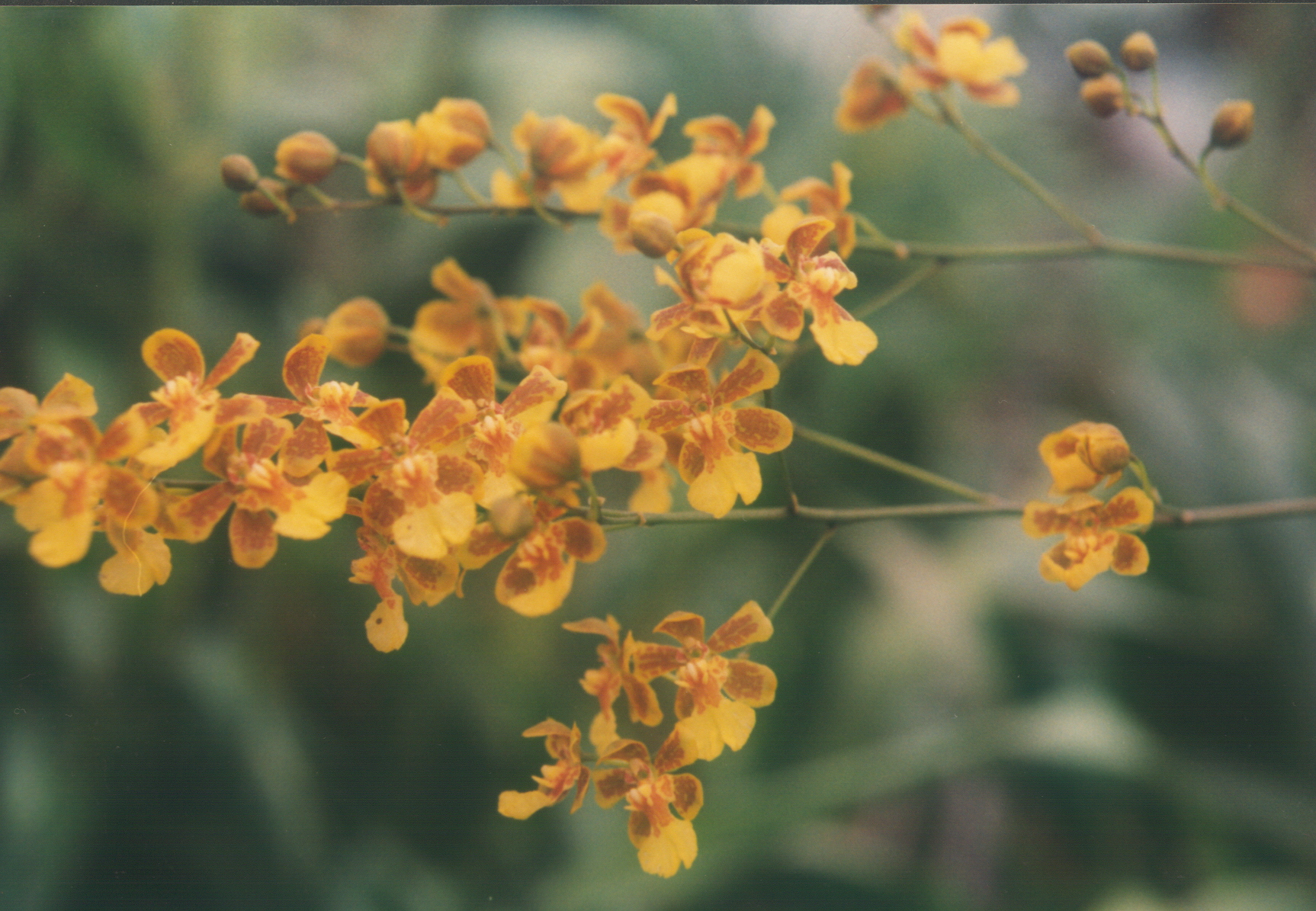
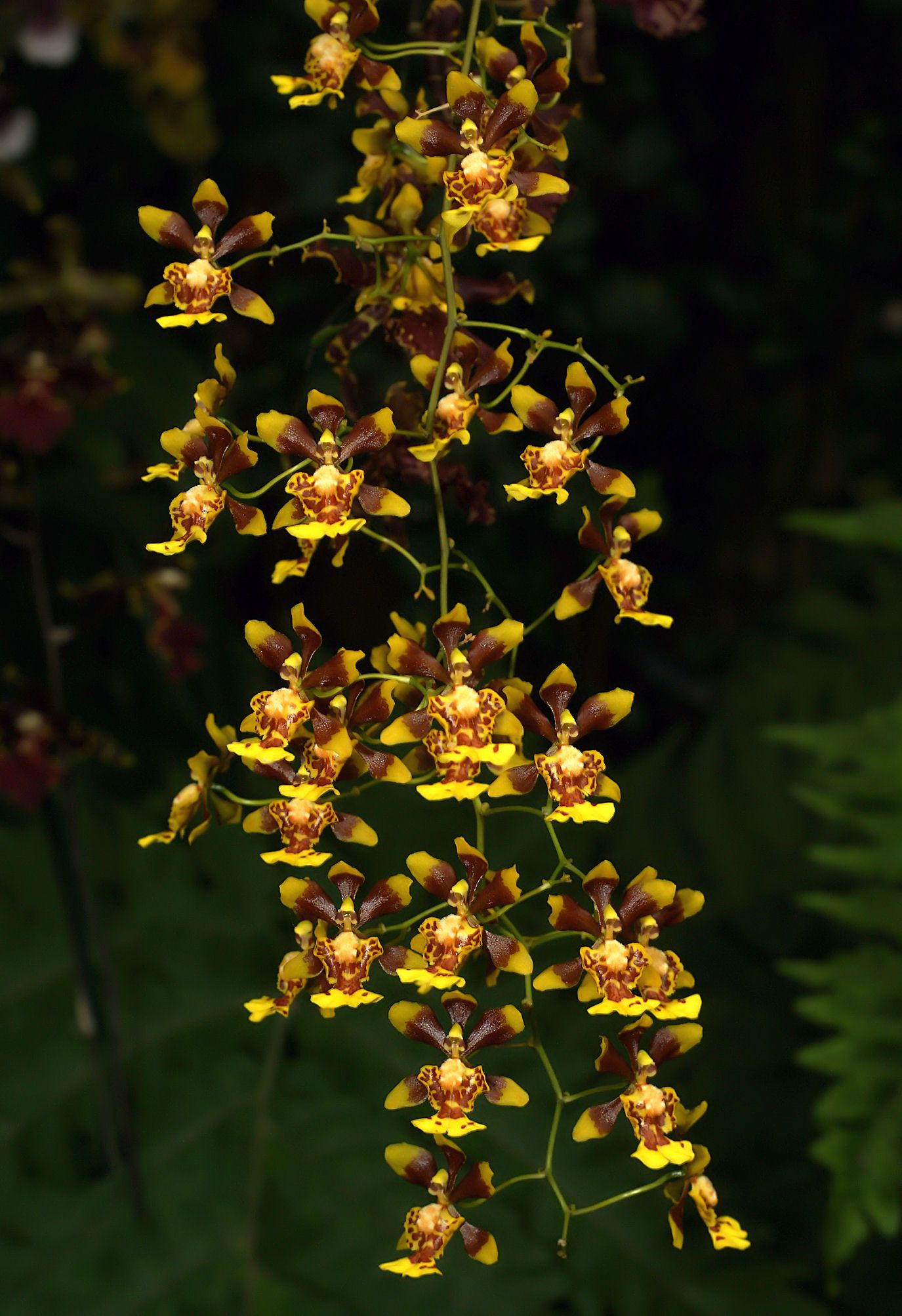